# 4961 Timherder
4961 Timherder је астероид главног астероидног појаса чија средња удаљеност од Сунца износи 3,152 астрономских јединица (АЈ).
Апсолутна магнитуда астероида је 12,2.